# ORP Foka (1943)
ORP Foka – trałowiec amerykańskiego typu YMS, zakupiony z demobilu przez polskie Ministerstwo Żeglugi i w 1948 roku przekazany Marynarce Wojennej, w której służył do 1955 roku.

## Historia
Stępkę pod drewniany trałowiec typu YMS II położono 15 października 1942 roku w stoczni Weaver Shipyards w Orange. Wodowanie jednostki oznaczonej YMS-257 nastąpiło 30 września 1943 roku, a ukończenie budowy 19 stycznia 1944 roku. W ramach Lend-Lease Act okręt został przekazany Royal Navy, gdzie pod oznaczeniem BYMS-2257 służył na Karaibach a następnie na wodach europejskich. Po zakończeniu wojny został zdemobilizowany i 29 sierpnia 1947 roku formalnie zwrócony US Navy.
Odstawiony okręt został, wraz z trzema innymi, zakupiony przez polskie Ministerstwo Żeglugi i, po niezbędnym remoncie, w grudniu 1947 roku sprowadzony do Gdyni. 18 kwietnia 1948 roku na trzech okrętach podniesiono banderę wojenną, nadając im nazwy „Delfin”, „Foka” i „Mors” (czwarty pozostał w służbie cywilnej, jako statek hydrograficzny „Zodiak”). „Foka” otrzymała oznaczenie burtowe FK a później T-32. Wraz z siostrzanymi jednostkami służyła w 4. Flotylli Trałowców. Została przezbrojona w radzieckie działo kal. 85 mm i wyposażona w trały: akustyczny SA-IV, elektromagnetyczny TEM-VI i kontaktowy OROPES. Wycofano ją ze służby 12 grudnia 1955 roku.